# جهاز المشي
جهاز المشي هو جهاز يستخدم بشكل عام للمشي أو الركض أثناء البقاء في مكان محدود، ظهرت أجهزة المشي قبل تطوير آلات تعمل بالطاقة .
لتسخير الحيوانات أو الإنسان للقيام بالعمل، كما في كثير من الأحيان كانت تستخدم الحيوانات أجهزة المشي لطحن الحبوب .
كما أستخدمت لاحقاً كعقاب للأشخاص المحكوم عليهم بالأشغال الشاقة في السجون.
في الوقت الحالي لا تستخدم لتشغيل الآلات ولكن تستخدم للمشي في مكان واحد.